# Ron Stallworth

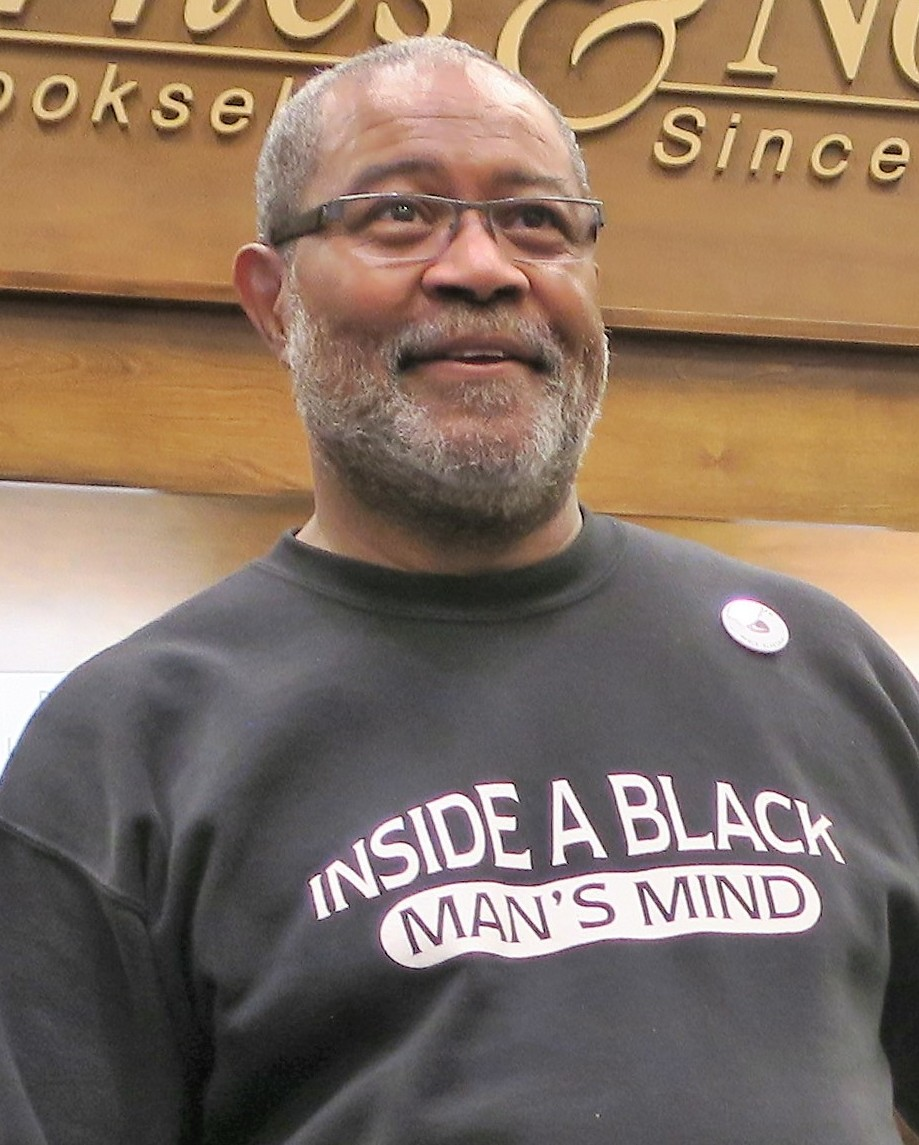
Ron Stallworth

Ron Stallworth (* 18. Juni 1953 in Chicago, Illinois) ist ein ehemaliger US-amerikanischer Polizeibeamter und Buchautor. Er ermittelte Ende der 1970er-Jahre undercover gegen den Ku-Klux-Klan und konnte Strukturen des rassistischen Geheimbundes aufdecken. Sein Buch über die investigativen Ermittlungen gegen den Ku-Klux-Klan wurde von Spike Lee in BlacKkKlansman verfilmt.

## Leben
Stallworth wurde 1972 Polizeibeamter in Colorado Springs und war der erste schwarze Beamte des Colorado Springs Police Departement. Er lebt heute als Witwer in Utah. Er hat zwei Söhne.

### Ermittlungen gegen den KKK
Im Oktober 1978 inserierte der Ku-Klux-Klan in einer Tageszeitung in Colorado Springs: Er suchte neue Mitglieder. Interessenten sollten einen Brief an eine Postfach-Adresse senden. Stallworth schrieb einen solchen Brief und erklärte, warum er Klan-Mitglied werden wollte. Er habe in jedem Satz das Wort „Nigger“ benutzt und gegen Schwarze gehetzt, jedoch rechnete er nicht damit, eine Antwort auf sein Bewerbungsschreiben zu bekommen.
Eine Woche später meldete sich der örtliche Führer des KKK telefonisch bei Stallworth und zeigte sich begeistert von dessen Ansichten. Er sei genau der Typ, den man suche, ein „Arier mit weißem amerikanischem Blut“. Begeistert war der Klan-Mann von dem „tiefen Hass von Stallworth auf Schwarze“. Der lokale Führer stellte sich später als Soldat der US-Army heraus. Als Motivation gab Stallworth an, seine Schwester sei mit einem Schwarzen zusammen und er könne das nicht ertragen. Der KKK-Mann stellte in Aussicht, man könne helfen, wenn er dem Klan beitrete. Versehentlich hatte Stallworth seinen echten Namen angegeben, jedoch eine falsche Adresse.
Stallworth sollte eine Woche später zu einem Treffen kommen. Da er wegen seiner Hautfarbe enttarnt worden wäre, ging ein Kollege vom Drogendezernat, der ebenfalls undercover arbeitete, zu dem Treffen. Der weiße „Chuck“ gab sich als Stallworth aus und bestand die Aufnahmeprüfung des KKK. Er bekam einen Ausweis auf den Namen seines Freundes Ron Stallworth. Stallworth telefonierte nun mit dem Klan und Chuck ging zu den Geheimtreffen. Zwar hatten beide völlig verschiedene Stimmen, jedoch fiel dies dem KKK nicht auf. Als doch einmal jemand danach gefragt hatte, sagte Stallworth, er habe manchmal Probleme mit den Nasennebenhöhlen.
Stallworth gelang es, sich immer wieder als „loyales Mitglied“ zu beweisen und schließlich zum Vorsitzenden der Ortsgruppe in Colorado Springs zu werden. So bekam er Kontakt zum Grand Wizard, David Duke, Abgeordneter in Louisiana und KKK-Chef von Colorado. Die Undercover-Aktion wurde sieben Monate lang betrieben und laut Stallworth konnten zwei Sprengstoffanschläge auf Schwulenbars und mehrere Treffen durch die gewonnenen Informationen verhindert werden. Primär ging es jedoch darum, die Strukturen des KKK kennen zu lernen.
Da sich Chuck konstant weigerte, die Führerschaft der KKK-Ortsgruppe zu übernehmen, musste die Aktion beendet werden. Stallworth wurde aus Sicherheitsgründen nach Utah versetzt.

### Buch und Film
Während Stallworth lange nicht öffentlich über seine Arbeit Anfang der 1980er Jahre gesprochen hatte, veröffentlichte er 2014 das Buch Black Klansman. Der Produzent Shaun Redick von QC Entertainment kaufte die Rechte an dem Buch und arbeitete es als Drehbuch um. Spike Lee unterschrieb als Co-Produzent und Regisseur. Der Film BlacKkKlansman wurde 2018 auf dem Filmfestival in Cannes vorgestellt.